# Rosellinia laminariana
Rosellinia laminariana är en svampart som beskrevs av G.K. Sutherl. 1916. Rosellinia laminariana ingår i släktet Rosellinia och familjen kolkärnsvampar.   Inga underarter finns listade i Catalogue of Life.